# Japanische Badmintonmeisterschaft 2007
Die Japanische Badmintonmeisterschaft 2007 fand vom 14. bis zum 18. November 2007 in Tokio statt. Es war die 61. Austragung der nationalen Titelkämpfe im Badminton in Japan.

## Medaillengewinner
| Disziplin    | Gold                           | Silber                       | Bronze                          |
| ------------ | ------------------------------ | ---------------------------- | ------------------------------- |
| Herreneinzel | Shō Sasaki                     | Shoji Sato                   | Tomoya Inoue                    |
| Herreneinzel | Shō Sasaki                     | Shoji Sato                   | Jun Takemura                    |
| Dameneinzel  | Kaori Imabeppu                 | Ai Goto                      | Megumi Taruno                   |
| Dameneinzel  | Kaori Imabeppu                 | Ai Goto                      | Chie Umezu                      |
| Herrendoppel | Keishi Kawaguchi Naoki Kawamae | Keita Masuda Tadashi Ohtsuka | Kenta Kazuno Kenichi Hayakawa   |
| Herrendoppel | Keishi Kawaguchi Naoki Kawamae | Keita Masuda Tadashi Ohtsuka | Shintarō Ikeda Shūichi Sakamoto |
| Damendoppel  | Kumiko Ogura Reiko Shiota      | Satoko Suetsuna Miyuki Maeda | Tomomi Matsuda Aki Akao         |
| Damendoppel  | Kumiko Ogura Reiko Shiota      | Satoko Suetsuna Miyuki Maeda | Aya Wakisaka Ikue Tatani        |
| Mixed        | Keita Masuda Miyuki Maeda      | Tōru Matsumoto Miyuki Tai    | Takashi Shimizu Yukie Hino      |
| Mixed        | Keita Masuda Miyuki Maeda      | Tōru Matsumoto Miyuki Tai    | Shin’ichi Amano Mai Hattori     |